# 李幼鸚鵡鵪鶉
李幼鸚鵡鵪鶉，後又改名李幼鸚鵡鵪鶉小白文鳥（Alphonse Perroquet/Parrot Caille/Quail Java Sparrow Youth-Leigh，1951年—），生於台北縣板橋，為台湾影評人和作家。他原名李幼新，改名是因他所飼養的鸚鵡、鵪鶉及小白文鳥是他一生的摯愛。不少人很好奇他為什麼要留一頭長髮，他解釋說，他覺得自己長得很醜，如果他的頭髮留很長，人家一定會先注意他的頭髮，而忘了看他的長相。

## 生平
李幼鸚鵡鵪鶉小白文鳥畢業於建國中學後，曾經先後就讀過中原大學物理系及淡江大學法文系。他曾任金穗獎、金馬獎、國片輔導金評審委員及國際電影節選片策劃人，於2011年榮獲台北電影獎卓越貢獻獎，得獎理由：李幼鸚鵡鵪鶉近半世紀以來，對電影的無悔付出，早已超越了影評人的界域，七〇年代，他即在資訊貧瘠的環境下，以極大熱情引介新知，獨立完成的《威尼斯∕坎城影展》對國際影壇深廣兼備的評介，更對台灣影壇起了重大催化作用，近作《鵪鶉在鸚鵡頭上唱歌》更將個人生命與電影、動物權、同志議題一體交織，樹立了『影痴』的動人風範。
他深愛奧黛麗·赫本、亞倫·雷奈和費里尼，所以才會為奧黛麗·赫本拍了影像創作《生活像電影：關於奧黛麗·赫本的二三事》，並為兩位導演寫下《關於雷奈∕費里尼∕電影的二三事》和《我深愛的雷奈、費里尼及其他》兩本書，他亦曾演出過蔡明亮導演的兩部電影《你那邊幾點》和《不散》、張作驥導演的《那個我最親愛的陌生人》及黃銘正、吳米森、傅天余等導演的電影，另外也在蔡明亮和鴻鴻的舞台劇裡參加演出，因「觀看與被觀看」是他重視的課題。在一篇專訪裡，李幼鸚鵡鵪鶉小白文鳥表示，很多朋友貼切地形容他「只有電影，沒有生活」，就是他完全沒有自己的生活，他所有生活的片段都可以用電影來解釋，因此他整個生命、生活似乎是完全空洞的、他是不存在的，而不是他真的去實踐生活的。他同時亦指出，其使命感在於他不要預設立場，任何新的東西應該都要去接觸，一天到晚追逐大師沒有意義，為什麼不先一步去看出那些有才華，卻還未成名的人的美好。
李幼鸚鵡鵪鶉小白文鳥曾在《我深愛的雷奈費里尼與其他》的自序裡表示，他最愛的電影海報是雷奈的《天意》（一隻手握著像花又像筆的枝幹。筆尖在書寫，妙筆生花，所以頂端開出燦爛的花？花形似人腦，明喻作家用腦構思、創作文學）與費里尼的《羅馬》（三個奶頭的女人，集寫意與奇想於一爐）。他最愛的電影廣告文案是朱爾斯．達辛《熱情之夢》海報上的字句：有人哭泣，我心悲鳴。李幼鸚鵡鵪鶉小白文鳥亦指出，從墨子到雷奈∕費里尼電影其實潛藏著偉大非凡的共通性，那就是對於「非我族類」的尊重與包容。奧黛麗．赫本甚至從在電影《修女傳》中去非洲救苦救難實踐到生活裡（擔任聯合國親善大使為第三世界的婦女與兒童謀福利）。這也是讓他忙著女性主義、同志平權、動物權、妓權一把抓，而又三不五時為台灣原住民與外籍勞工的受迫害、遭歧視頻頻開罵的原因與動力。

## 著作
- 《鵪鶉在鸚鵡頭上唱歌》[5]
- 《我深愛的雷奈、費里尼及其他》[6]
- 《名著名片》
- 《威尼斯∕坎城影展》
- 《男同性恋电影…》
- 《關於雷奈∕費里尼∕電影的二三事》
- 《影坛超级巨星》
- 《電影、電影人、電影刊物》(編撰)
- 《港台六大导演》(編撰)

## 影像創作
- 《生活像電影－關于奧黛麗·赫本的二三事》
- 《十年》（附錄：《盛夏遊泳池點水的燕子》
- 《鵪鶉在鸚鵡頭上唱歌》(電影版)
- 《青藍紫：你所知道/不知道的李幼新》
- 《有影无影》

## 演出作品
- 《你那邊幾點》(蔡明亮導演)
- 《不散》(蔡明亮導演)
- 《那個我最親愛的陌生人》(張作驥導演)
- 《晃遊身體》(應政儒導演)
- 《提著腦袋上學去》(吳米森導演)
- 《擬音》(王婉柔導演)
- 《唐朝．綺麗男(2019)》(蘇匯宇導演)
- 《台北迺迺》(黃信堯導演)
- 《你照亮我星球》(瞿友寧導演)
- 《第一次/鸚鵡與我》(李立劭導演)

## 外部連結
- 李幼鸚鵡鵪鶉小白文鳥Facebook （页面存档备份，存于）
- 李幼鸚鵡鵪鶉小白文鳥YouTube （页面存档备份，存于）